# Памятник Фёдору I Иоанновичу
Памятник Фёдору I Иоанновичу — памятник царю всея Руси и великому князю Московскому Фёдору I Иоанновичу. Открыт 4 ноября 2009 года, расположен в Йошкар-Оле, на Воскресенской набережной. Является первым в России и мире полноростовым памятником государю.

## История создания
После взятия Казани и последующего присоединения Иваном Грозным Казанского Ханства к землям Русского царства, на части присоединённых территорий вспыхнули широкие восстания со стороны коренных народов Поволжья, в том числе марийцев, направленные против царской власти. Для усмирения мятежей Иван Грозный предпринял ответные походы, известные как черемисские войны. В ходе последней из них, третьей черемисской войны, которая шла в период с 1581 года по 1585 год, для подавления восстаний в глухих марийских лесах, уже царём Фёдором Иоанновичем — третьим сыном Ивана Грозного, был отдан приказ об основании на этой территории укреплённых военных поселений, одним из которых стал Царёв город на Кокшаге — будущий Царевококшайск и современный город Йошкар-Ола.
Памятник царю Фёдору Иоанновичу был установлен 2 ноября 2009 года, на территории культурно-исторического комплекса «Царевококшайский кремль». Торжественное открытие памятника состоялось 4 ноября 2009 года, в День народного единства и в 89-ю годовщину образования Республики Марий Эл.
21 октября 2011 года памятник перенесён на Воскресенскую набережную, к импровизированной крепостной стене вокруг Воскресенского собора.

## Описание
Памятник представляет собой однофигурную композицию: на постаменте — полноростовая фигура царя Фёдора Иоанновича в большом наряде (в царском платно, с венцом на голове, с диадимой на плечах, державой в левой руке и крестом у груди в правой). На постаменте — надпись: 
Царю
Федору
Иоанновичу

## Характеристика
Памятник отлит в городе Жуковском Московской области. Вес памятника — 1,3 т; высота — более 5 м, из них: 3,5 м высота скульптуры, 1,5 метра — постамента; материал — бронза. Автор — народный художник России, скульптор Андрей Ковальчук.